# سیارک ۲۱۴۱۸۰
سیارک ۲۱۴۱۸۰ (به انگلیسی: 214180 Mabaglioni، نامگذاری:2005CO77)۲۱۴۱۸۰مین سیارک کشف شده‌است که در ۰۹ فوریه ۲۰۰۵ کشف شد.